# Horný Vadičov
Horný Vadičov é um município da Eslováquia, situado no distrito de Kysucké Nové Mesto, na região de Žilina. Tem 20,81 km² de área e sua população em 2018 foi estimada em 1.620 habitantes.

## Demografia
| Ano:        | 1994 | 2004   | 2014   | 2024   |
| ----------- | ---- | ------ | ------ | ------ |
| Broj ljudi: | 1509 | 1557   | 1633   | 1723   |
| Razlika:    |      | +3,18% | +4,88% | +5,51% |

| Ano:               | 2023 | 2024   |
| ------------------ | ---- | ------ |
| Número de pessoas: | 1722 | 1723   |
| Diferença:         |      | +0,05% |